# Dommarringen
Der Dommarringen ist ein kleiner Nunatak im ostantarktischen Königin-Maud-Land. Er ragt im südlichen Teil der Steingarden im Fimbulheimen auf.
Norwegische Kartographen benannten ihn deskriptiv. Sein norwegischer Name bedeutet so viel wie Ring des Richters.